# بایرام فراهولی
بایرام فراهولی (آلبانیایی: Bajram Fraholli؛ زادهٔ ۱۴ سپتامبر ۱۹۶۸) بازیکن سابق و مربی فوتبال اهل آلبانی است.
از باشگاه‌هایی که در آن بازی کرده‌است می‌توان به باشگاه فوتبال تئوتا اشاره کرد.
وی همچنین در تیم ملی فوتبال آلبانی بازی کرده‌است.